# Hootenanny
| Оценки критиков               | Оценки критиков |
| Источник                      | Оценка          |
| ----------------------------- | --------------- |
| AllMusic                      | [ 1 ]           |
| NME                           | 7/10            |
| Pitchfork                     | 7.9/10          |
| Q                             | [ 4 ]           |
| Record Collector              | [ 5 ]           |
| Rolling Stone                 | [ 6 ]           |
| The Rolling Stone Album Guide | [ 7 ]           |
| Spin                          | [ 8 ]           |
| Spin Alternative Record Guide | 7/10            |
| The Village Voice             | B+              |

Hootenanny — второй студийный альбом американской рок-группы The Replacements, выпущенный 29 апреля 1983 года на лейблах Twin/Tone Records. Альбом был высоко оценён музыкальными критиками.

## Запись и релиз
Большая часть альбома была записана в период с октября 1982 года по январь 1983-го на складе мобильного подразделения Stark/Mudge в Бруклин-центре Миннесоты, который был описан в примечаниях к вкладышу как «склад в каком-то ужасном пригороде к северу от Мплс». Треки «Run It» и «Within Your Reach» были записаны на студии Blackberry Way, а песня «Treatment Bound» — «в подвале». Альбом был выпущен 29 апреля 1983 года на лейбле Twin/Tone Records. По данным звукозаписывающей компании, Hootenanny было продано более 38 000 виниловых копий. В 2008 году альбом был ремастирован и переиздан Rhino Entertainment с семью дополнительными треками и аннотациями Питера Джесперсона. Обложка альбома была создана земляком The Replacements — барабанщиком группы Hüsker Dü Грантом Хартом (фигурирует под псевдонимом «Fake Name Graphx»), на основе изображения сборника The Original Hootenanny (1963) фирмы Crestview Records.

## Музыка и тематика текстов
Hootenanny считается альбомом, на котором The Replacements начали отделяться от «оголтелого панка», характерного для их более ранних работ, расширив жанровый спектр. Группа экспериментировала с блюзом, кантри, рокабилли и буги. При записи заглавного трека музыканты поменялись инструментами: Крис Марс (соло-гитара), Томми Стинсон (ритм-гитара), Боб Стинсон (бас-гитара) и Пол Вестерберг (вокал, ударные), а в «Within Your Reach» Вестерберг сыграл на всех инструментах в одиночку. Текст песни «Lovelines» практически дословно цитировал раздел объявлений из номера местной газеты City Pages. Инструментальная сёрф-рок-композиция «Buck Hill» получила своё название в честь небольшого горнолыжного курорта в Бернсвилле, расположенного всего в нескольких милях к югу от Миннеаполиса. «Oh! Darling» представляла собой пародию на песню «Oh! Darling» The Beatles (с вступительными тактами из «Strawberry Fields Forever»), в связи с чем, вместо привычного указания авторства, имела примечание «по большей части украдена».

## Отзывы критиков
Альбом был тепло встречен критиками. Джон Янг из Trouser Press писал, что The Replacements играют «с деликатностью уплотнителя мусора» и что «их радостный шум может шокировать, но он добавит азарта в вашу жизнь». Альбом занял 30-е место в профильном опросе Pazz & Jop за 1983 год, организованном газетой The Village Voice. В ретроспективном обзоре для The A.V. Club Ноэль Мюррей отмечал, что Hootenanny «преисполнен индивидуальности, и хотя настоящие шедевры группы были впереди, их второй LP придал Вестербергу уверенность в своих силах и позволил заматереть. Очень жаль, что он больше никогда не записывал такой откровенно веселый альбом».

## Список композиций
Слова и музыка всех песен — написаны Полом Вестербергом, за исключением отмеченных.
| №   | Название                       | Автор(ы)                                                              | Длительность |
| --- | ------------------------------ | --------------------------------------------------------------------- | ------------ |
| 1.  | «Hootenanny»                   | Боб Стинсон, Крис Марс, Пол Вестерберг, Томми Стинсон                 | 1:52         |
| 2.  | «Run It»                       | Крис Марс, Пол Вестерберг                                             | 1:11         |
| 3.  | «Color Me Impressed»           |                                                                       | 2:25         |
| 4.  | «Willpower»                    |                                                                       | 4:22         |
| 5.  | «Take Me Down to the Hospital» |                                                                       | 3:47         |
| 6.  | «Mr. Whirly»                   | «по большей части украдена»                                           | 1:53         |
| 7.  | «Within Your Reach»            |                                                                       | 4:24         |
| 8.  | «Buck Hill»                    | Крис Марс, Пол Вестерберг, Томми Стинсон                              | 2:09         |
| 9.  | «Lovelines»                    | Боб Стинсон, Крис Марс, Пол Вестерберг, Томми Стинсон, «C.P. Readers» | 2:01         |
| 10. | «You Lose»                     | Боб Стинсон, Крис Марс, Пол Вестерберг, Томми Стинсон                 | 1:41         |
| 11. | «Hayday»                       |                                                                       | 2:06         |
| 12. | «Treatment Bound»              |                                                                       | 3:16         |

| №   | Название                                   | Длительность |
| --- | ------------------------------------------ | ------------ |
| 13. | «Lookin' for Ya»                           | 1:57         |
| 14. | «Junior's Got a Gun» (Outtake - Rough Mix) | 2:08         |
| 15. | «Ain't No Crime» (Outtake)                 | 1:15         |
| 16. | «Johnny Fast» (Outtake - Rough Mix)        | 2:28         |
| 17. | «Treatment Bound» (Alternate Version)      | 3:15         |
| 18. | «Lovelines» (Alternate Vocal)              | 2:05         |
| 19. | «Bad Worker» (Solo Home Demo)              | 4:14         |

## Участники записи
The Replacements
- Пол Вестерберг[англ.] — вокал, ритм-гитара (ударные на 1 треке, все инструменты на 7 треке)
- Боб Стинсон[англ.] — соло-гитара (бас на 1 треке)
- Томми Стинсон[англ.] — бас (ритм-гитара на 1 треке)
- Крис Марс[англ.] — ударные (соло-гитара на 1 треке)